# Ervin Boban

Ervin Boban je bio igrač RNK Split. Jedan nastup imao je za Hajduk.